# 1008 Ла Паз
1008 Ла Паз (енгл. 1008 La Paz) је астероид главног астероидног појаса. Приближан пречник астероида је 38,64 km,
а средња удаљеност астероида од Сунца износи 3,093 астрономских јединица (АЈ).
Инклинација (нагиб) орбите у односу на раван еклиптике је 8,931 степени, а орбитални период износи 1987,085 дана (5,440 година). Ексцентрицитет орбите астероида износи 0,082.
Апсолутна магнитуда астероида износи 10,40 а геометријски албедо 0,081.
Астероид је откривен 31. октобра 1923. године.